# Cocoon: The Return
 Cocoon: The Return és una pel·lícula estatunidenca de ciència-ficció dirigida per Daniel Petrie, estrenada el 1988, i que és una seqüela del film de 1985 Cocoon. Tots els actors protagonistes de la primera pel·lícula reprenen els seus papers en aquest film, encara que Brian Dennehy només apareix en una escena al final de la pel·lícula. A diferència de la seva predecessora, la pel·lícula no va tenir mai un èxit ni comercial ni de crítica.

## Argument
Cinc anys després que marxessin, els antareans tornen a la Terra per rescatar els capolls que van deixar. Abans que el puguin recuperar, un dels capolls és descobert per un equip científic de recerca i el porten a un laboratori per provar. Els aliens i els seus aliats humans han de trobar una manera de recuperar el capoll a temps per a la seva cita amb la nau de rescat.
Havent retornat amb els aliens, les parelles d'ancians de la pel·lícula original s'enfronten a la indecisió sobre si retornar a Anterea o quedar-se a la Terra i tornar-se mortals una altra vegada. Joe (Hume Cronyn) s'entera que torna a tenir leucèmia, però sap que es curarà una altra vegada tan aviat com ell i Alma (Jessica Tandy) deixin la Terra. Tanmateix, quan Alma xoca amb un cotxe, Joe deixa l'última de les seves energies per salvar-la. Arthur i Bess (Don Ameche i Gwen Verdon) s'assabenten que Bess està embarassada, i decideixen tenir el nen a Anterea i així viuran prou temps per veure'l créixer. Ben i Marilyn (Wilford Brimley i Maureen Stapleton) decideixen que estar amb les seves famílies és més important que viure per sempre, i així decideixen quedar-se.
El grup aconsegueix infiltrar-se al laboratori i rescatar l'antereà capturat. Jack (Steve Guttenberg) els porta a l'oceà, on els viatgers espacials i els capolls són recollits per una nau alien.

## Rebuda
La pel·lícula va tenir una rebuda en general negativa. Roger Ebert del Chicago Sun-Times donava dues estrelles i mitja sobre quatre a la pel·lícula, dient "Sí, les actuacions són meravelloses, i, sí, és agradable veure aquests personatges una altra vegada. Però això és tot. Per a algú que ha vist  Cocoon, la seqüela dona l'oportunitat de veure tothom una segona vegada." Cocoon: The Return té una ràtio del 36% a Rotten Tomatoes.
La pel·lícula va recaptar menys de 19 milions de dòlars en el mercat estatunidenc, menys dels 85 del primer film.

## Repartiment
- Don Ameche: Arthur 'Art' Selwyn
- Wilford Brimley: Benjamin 'Ben' Luckett
- Courteney Cox: Sara
- Hume Cronyn: Joseph 'Joe' Finley
- Jack Gilford: Bernard 'Bernie' Lefkowitz
- Steve Guttenberg: Jack Bonner
- Barret Oliver: David
- Maureen Stapleton: Marilyn 'Mary' Luckett
- Elaine Stritch: Ruby Feinberg
- Jessica Tandy: Alma Finley
- Gwen Verdon: Bess McCarthy Selwyn
- Tahnee Welch: Kitty
- Linda Harrison: Susan
- Tyrone Power Jr.: Pillsbury
- Mike Nomad: Doc

## Premis i nominacions

### Nominacions
- 1990: Saturn Award al millor actor per a Huyn Cronyn
- 1990: Saturn Award a la millor actriu per a Jessica Tandy
- 1990: Saturn Award a la millor pel·lícula de ciència-ficció
- 1990: Saturn Award al millor actor secundari per a Jack Gilford